# Смешко Ігор Петрович
І́гор Петро́вич Смешко́  (нар. 17 серпня 1955, Христинівка, Черкаська область, УРСР) — український військовий і політичний діяч, голова партії «Сила і честь». Голова Комітету з питань розвідки при Президентові України (7 жовтня 2014 року — 12 березня 2015 року).
Голова СБУ (4 вересня 2003 — 4 лютого 2005). З квітня 2014 року по січень 2019 року — радник Президента України.
Надзвичайний і Повноважний Посол України (січень 2004 – 29 жовтня 2007), генерал-полковник (2004), генерал-лейтенант (серпень 1998), генерал-майор (1995), доктор технічних наук, професор (1992), лауреат Державної премії України в галузі науки і техніки (2004). Кандидат у Президенти України (2019). Посів 6 місце (6,04 %). Дійсний член (академік) Академії політико-правових наук України (2016).

## Життєпис
Народився 17 серпня 1955 року в Христинівці на Черкащині в родині залізничника. Батько — Петро Іванович Смешко. Мати — Марія Миколаївна Щупаківська (Оліфіренко).
1972 — закінчив Христинівську середню школу № 1. 1972—1977 — навчання в КВЗРІУ ім. Кірова, отримав спеціальність військовий інженер з радіотехніки. 1977—1979 — служба в частині ППО радянських військ у НДР. 1979—1982 — ад'юнктура в КВЗРІУ ім. Кірова. 
З 1982 — старший викладач у КВЗРІУ. 1983 рік – кандидат технічних наук, 1988—1991 — докторантура Військової академії протиповітряної оборони Сухопутних військ ім. Василевського в Києві. 1991—1992 — керівник науково-дослідного центру Військової академії ППО ім. Василевського. 1992 - отримав науковий ступінь доктора наук  та вчене звання професора з військової кібернетики, інформатики та системного аналізу. 2000 — закінчив Національну академію оборони України, здобув ступінь магістра державного військового управління. 2002 — закінчив Київський університет Шевченка, за спеціальністю юрист.
Прослухав спеціальний курс для вищих посадових осіб у сфері національної безпеки «Концепції національної безпеки та державні інститути її забезпечення у демократичному суспільстві» у Вищій школі урядового управління ім. Дж. Кеннеді при Гарвардському університеті (1996).
1997 року в Стокгольмі пройшов спеціальний курс для керівників розвідувальних органів країн — учасниць програми НАТО «Партнерство заради миру» — «Концепції національної безпеки і оборони та система демократичного контролю над Збройними Силами і спецслужбами у демократичному суспільстві» в Національному королівському оборонному коледжі.
У Великій Британії пройшов курс для керівників розвідувальних органів «Організація боротьби з міжнародним тероризмом і роль розвідувальних структур у цій боротьбі».
Вільно володіє українською, російською, англійською, німецькою та французькою мовами.

### Військова кар'єра
- 1972 — початок військової служби.
- З 1977 — 1979  — служба в частинах протиповітряної оборони Групи радянських військ у Німеччині.
- Січень-серпень 1992 — відповідальний секретар Експертної наукової ради Міністерства оборони України
- Серпень 1992 — липень 1995 — перший  в історії України військовий, військово-морський, військово-повітряний та аташе з питань оборони України в США
- Липень 1995 — квітень 1998 — голова Комітету з питань розвідки при Президентові України
- Квітень 1998 — лютий 1999 — заступник голови Комітету з питань розвідки при Президентові України
- Червень 1997 — вересень 2000 — начальник Головного управління розвідки Міністерства оборони України
- Вересень 2000 — жовтень 2002 — аташе з питань оборони, військовий аташе при Посольстві України у Швейцарії — постійний представник Міністерства оборони України при міжнародних організаціях у Женеві
- Листопад 2002 — червень 2003 — заступник Секретаря, Рада національної безпеки і оборони України
- Червень — вересень 2003 — 1-й заступник Секретаря РНБО України
- 4 вересня 2003 — 4 лютого 2005 — голова Служби безпеки України
- 12 грудня 2005 — звільнений з військової служби.

Голова Комітету з політики військово-технічного співробітництва та експортного контролю при Президентові України (жовтень 2002 — вересень 2003).
Член Ради національної безпеки і оборони України (вересень 2003 — лютий 2005). Член Антикризового центру (листопад 2003 — червень 2005).

### Політична кар'єра
Член наглядової ради фонду соціального захисту матерів і дітей «Україна — дітям» (з січня 2004). Член Координаційного комітету боротьби з корупцією та організованою злочинністю при Президентові України (березень 2004 — лютий 2005).
З 2006 року — президент Центру стратегічних досліджень та аналізу.
З грудня 2009 року — голова ГО «Сила і честь».
У листопаді 2013 року, після кривавого розгону студентського Євромайдану розкритикував дії влади і спецпідрозділу «Беркут».
Відповідно до звернення Верховна Рада повинна визнати свою відповідальність за кризу і політичні рішення, які призвели до людських жертв та забезпечити:
- термінове призначення технічного уряду позапартійних професіоналів, здатних зупинити падіння економіки, розпочати системну боротьбу з корупцією, дати правову оцінку проявам сепаратизму та покарати винних у злочинах проти людства та державності України;
- оперативно підготувати та внести зміни до виборчого законодавства України із запровадженням відкритих партійних списків та введенням діючих норм дострокового відклику депутатів усіх рівнів;
- законодавчо визначити порядок імпічменту Президента України;
- оперативно підготувати та провести адміністративно-територіальну реформу з максимально можливою передачею прав формування органів місцевої державної адміністрації та формування власного бюджету — територіальним громадам;
- після обрання нового Президента України, у травні поточного року, провести позачергові парламентські і місцеві вибори, на базі нового, дійсно демократичного законодавства.

З лютого 2014 року активно виступав проти агресії Росії та анексії Кримського півострова російськими військами. 19 квітня 2014 призначений радником Президента України.
8 жовтня 2014 року Президент України Петро Порошенко призначив своїм радником (указ № 759 від 7 жовтня). 12 березня 2015 року: звільнений із посади радника Президента України (указ № 137 від 12 березня); призначений радником Президента України поза штатом (указ № 138 від 12 березня). 14 січня 2019 року звільнений із посади радника Президента України (указ № 8 від 14 січня).
30 січня 2019 року зареєструвався кандидатом на пост Президента України (самовисування). Очолив виборчий список партії «Сила і Честь» на парламентських виборах 2019 року.

### Звинувачення щодо участі в отруєнні Віктора Ющенка
Увечері 5 вересня 2004 року вечеряв на дачі тодішнього заступника голови СБУ Володимира Сацюка, де крім господаря були кандидат у президенти Віктор Ющенко та народний депутат Давид Жванія. Наступного ранку Ющенко почав скаржитися на біль, пізніші аналізи вказали на ймовірне отруєння, що могло статися під час вечері 5 вересня. Віктор Ющенко звинувачував представників влади в отруєнні, хоча, наприклад, Жванія стверджував, що Смешко намагався не допустити насильства правоохоронних органів проти протестувальників під час Помаранчевої революції.
У квітні 2019 року Генеральна прокуратура та СБУ повідомили, що Смешко не був стороною кримінального провадження і підозр не отримував[неавторитетне джерело].
У червні 2019 року Смешко подав позов до Печерського суду Києва про захист честі, гідності та ділової репутації щодо звинувачень ексглави СБУ Валентина Наливайченка в можливій причетності до отруєння Ющенка. 11 жовтня 2021 року суд визнав, що заява Наливайченка не відповідає дійсності.

## Нагороди та почесні звання
- Медаль «За військову службу Україні» (23 листопада 1998)[19].
- Державна премія України в галузі науки і техніки (2004)[20]
- Почесний магістр Об'єднаного інституту розвідки при Національній академії оборони України.